# 최원호 (야구인)
최원호(崔元豪, 1973년 3월 13일 ~ )는 전 KBO 리그 LG 트윈스의 투수이자, 현 SBS 스포츠의 야구 해설위원이다.

## 선수 시절

### 아마추어 시절
인천고 시절 1989년 황금사자기로 우승한 주역이며, 단국대 체육학과 시절 1994 아시안게임 야구선수권대회 한국대표로 활약했다. 졸업 후 1996년 연고 팀 현대 유니콘스의 1차 지명을 받아 입단하였다.

### 현대 유니콘스시절
1998년에 팀의 5선발 투수로 10승 5패, 3점대 평균자책점을 기록하며 두각을 나타냈으나 1999년에 난조를 보이며 크게 부진했다. 1998년 방콕 아시안 게임에 참가해 금메달을 획득했다.

### LG 트윈스시절
1999년 10월 18일 외야수 심재학을 상대로 LG 트윈스에 트레이드되어 은퇴할 때까지 활동했다. 2002년 한국시리즈 6차전에서 이상훈이 이승엽에게 동점 3점 홈런을 허용해 강판당하자 이상훈을 구원하러 등판했으나, 후속 타자 마해영에게 끝내기 백투백 솔로 홈런을 허용하며 패전 투수가 되었다. 삼성 라이온즈의 우승 축포가 터지는 가운데, 마운드에 주저앉은 장면이 나갔다.
2010년에는 어깨가 안 좋아 재활로 인해 3경기에만 등판했다. 시즌 후 은퇴했다.

## 야구선수 은퇴 후
재활 코치로 지도자 생활을 시작했다. 2012 시즌 후 일신상의 이유로 사직서를 제출하고 2013년 최원호 피칭 연구소를 개원했다. 2014년 1월 2일 XTM의 새로운 해설위원으로 합류했다. 2014 시즌 후에는 SBS 스포츠 야구 해설위원으로 활동했다.
2016년 11월 말 독립야구단 파주 챌린저스의 투수코치로 임명됐다.
2020년에는 한화 이글스의 2군 감독으로 선임되며 프로 현장에 복귀했다. 2020년 시즌 중 팀 성적에 책임을 지고 사퇴한 한용덕을 대신해 감독 대행을 맡았다. 2021년에 구단 최초 외국인 감독으로 선임된 수베로가 계약 마지막 해인 2023년 5월 11일에 계약 해지되자 당시 2군 감독이었던 그가 감독으로 선임됐다. 2군 감독으로 활동하다가 시즌 도중 1군 감독으로 보직 변경된 건 래리 서튼에 이어 두 번째였다. 
그러나 2024년 5월 26일 경질되었다.

## 가족 관계
- 2008년 3월 24일 10세 연하의 프로 골퍼이자 전 프로 골퍼 한희원의 사촌 동생인 한희진과 결혼했다. 이로 인해 동갑내기 투수 손혁과 사촌 동서 지간이 됐다.[5]

## 출신 학교
- 인천숭의초등학교
- 상인천중학교
- 인천고등학교
- 단국대학교 체육학과 92학번
- 단국대학교대학원